# Hagshults församling
Hagshults församling var en församling inom Svenska kyrkan i Östbo-Västbo kontrakt av Växjö stift i västra delen av Jönköpings län, Vaggeryds kommun. Församlingen ingick i Tofteryds pastorat. Församlingen uppgick 2014 i Skillingaryds församling.
Församlings kyrka var Hagshults kyrka

## Administrativ historik
Församlingen har medeltida ursprung.
Församlingen var fram till 1961 annexförsamling i pastoratet Fryele och Hagshult, från 1962 till 1973 annexförsamling i pastoratet Åker, Fryele och Hagshult. Från 1973 till 2014 var den annexförsamling i pastoratet Tofteryd, Åker och Hagshult. Församlingen uppgick 2014 i Skillingaryds församling.